# Vasilij Sigarev
Vasilij Sigarev (russisk: Васи́лий Влади́мирович Си́гарев) (født 11. januar 1977 i Verkhnjaja Salda) er en russisk filminstruktør.

## Filmografi
- Voltjok (Волчок, 2009)[4][5]
- Zjit (Жить, 2012)
- Strana OZ (Страна ОЗ, 2015)